# Salwan Momika
Salwan Momika (Qaraqosh, Iraq, 23 de juny de 1986 — Södertälje, 29 de gener de 2025), va ser un refugiat iraquià de origen assiri-arameu, educat com a catòlic. Durant la guerra civil iraquiana, es va unir a un batalló cristià dins de les Forces de Mobilització Popular (PMF). Després de fugir d'Iraq, va buscar refugi a Alemanya i després a Suècia, on va aconseguir un permís de residència. Momika es va fer conegut a Europa a partir de 2023 per les seves accions de crema pública de l'Alcorà, que van provocar debats intensos i tensions diplomàtiques. Aquesta controvèrsia li va valer popularitat entre l'extrema dreta europea, acumulant nombrosos seguidors en línia. En el moment de la seva mort, estava sota investigació per incitació a l'odi. El 30 de gener de 2024, va ser trobat mort al seu pis a Södertälje, presumptament assassinat durant un directe a TikTok. La policia va detenir cinc sospitosos en relació amb el seu cas.